# Gurney Halleck
Gurney Halleck est un personnage de fiction issu du cycle de Dune de l'écrivain Frank Herbert.

## Biographie du personnage

### Origines
Dans Dune, Gurney Halleck est sur la planète Caladan l'un des fidèles lieutenants de la Maison Atréides, et l'un des instructeurs et ami du jeune Paul Atréides, le fils et héritier du duc Leto Atréides.
De petite taille et d'aspect plutôt disgracieux, Gurney Halleck a comme caractéristique physique une cicatrice lie de vin sur la joue, faite par Rabban la Bête alors qu'il était prisonnier dans un puits d'esclaves Harkonnen sur Giedi Prime. « Guerrier-troubadour » selon Irulan, en complément de son savoir militaire, Gurney est l’un des meilleurs joueurs de balisette (un instrument de musique à corde) de l’Imperium, et a une prédisposition pour les citations mystiques ou fleuries, toujours à propos.
Surnommé « l'homme brave » par Paul, la loyauté de Gurney Halleck pour le duc Leto (qui l'a sauvé dans le passé des Harkonnen) et la Maison Atréides est sans faille. Il est très pointilleux sur l'étiquette ducale (le système des faufreluches qui a cours dans l'Imperium), n'hésitant pas à rabrouer à ce sujet Kynes, le planétologiste impérial, qui se montrait un peu trop familier avec le duc et son fils lors d'une sortie dans le désert d'Arrakis.
Gurney voue une haine terrible pour Rabban et a juré d'avoir un jour sa vie. Lorsqu’il évoque sa sœur défunte, c’est avec des regrets infinis.
On mentionne, dans Les Enfants de Dune, sa relation entretenue avec dame Jessica et dont il devint le compagnon, plusieurs années après la mort du duc Leto.

### DansDune
Dans Dune, lorsque la Maison Atréides quitte Caladan et prend possession du fief d'Arrakis, le duc Leto enjoint à Gurney Halleck, avec l’aide de Duncan Idaho, d'entrainer les Fremen pour créer les soldats d’élite qui lui manquent dans sa guerre contre la Maison Harkonnen, cette dernière étant aidée en sous-main par l’empereur Padishah Shaddam IV et ses terribles Sardaukar. Lors de l'attaque surprise des Harkonnen sur Arrakis, Gurney est à la tête des derniers soldats Atréides qui parviennent à s'enfuir.
Trouvant refuge chez les contrebandiers dans le désert d'Arrakis, Gurney manque de tuer dame Jessica lorsqu’il la retrouve finalement aux côtés de Paul, caché chez les Fremen, étant persuadé qu'elle est la traîtresse qui a aidé les Harkonnen à détruire son duc. Paul parvient à lui faire entendre raison, lui révélant le nom du véritable traître, le docteur Wellington Yueh. Comprenant sa méprise, Paul et Jessica pardonnent alors à Gurney, parce qu'ils savent sa fidélité à la Maison Atréides, et qu'il a été trompé.
Après la bataille d'Arrakis qui verra la victoire de Paul Muad-Dib et de son armée de guerriers fremen sur l'armée de Shaddam IV, Gurney suivra Jessica lors de son retour sur Caladan. Les deux personnages n’apparaîtront pas dans le volume suivant, Le Messie de Dune, sinon par évocation.

### Dans les romans suivants
Dans Les Enfants de Dune, Gurney reviendra avec Jessica une nouvelle fois sur Arrakis, après la disparition de Paul dans le désert, celui-ci étant devenu aveugle afin d’aider les enfants jumeaux de Paul, Leto II et Ghanima Atréides. Dans le désert de Dune, il retrouvera Paul, devenu par la suite le Prêcheur.
Avec Stilgar, son ami lors de la crise d’Arrakis, il sera l’un des conseillers du début de règne de Leto II.
Gurney n’apparaît plus par la suite dans la saga, mais son souvenir perdurera dans la mémoire millénaire de l’Empereur-Dieu Leto et des multiples ghola de son ami Duncan Idaho.

## Interprètes
- Dans le film Dune (1984) de David Lynch, le personnage est interprété par Patrick Stewart.
- Dans les films Dune (2021) et Dune : deuxième partie (2023) de Denis Villeneuve, le personnage est interprété par Josh Brolin.